# Bülach
Bülach [ˈbyːlax] (im einheimischen zürichdeutschen Dialekt abgekürzt Büüli [ˈbyːli]) ist eine politische Gemeinde und Hauptort des gleichnamigen Bezirks des Schweizer Kantons Zürich.
Die Stadt Bülach ist das wirtschaftliche Zentrum der Region Zürcher Unterland.

## Geographie

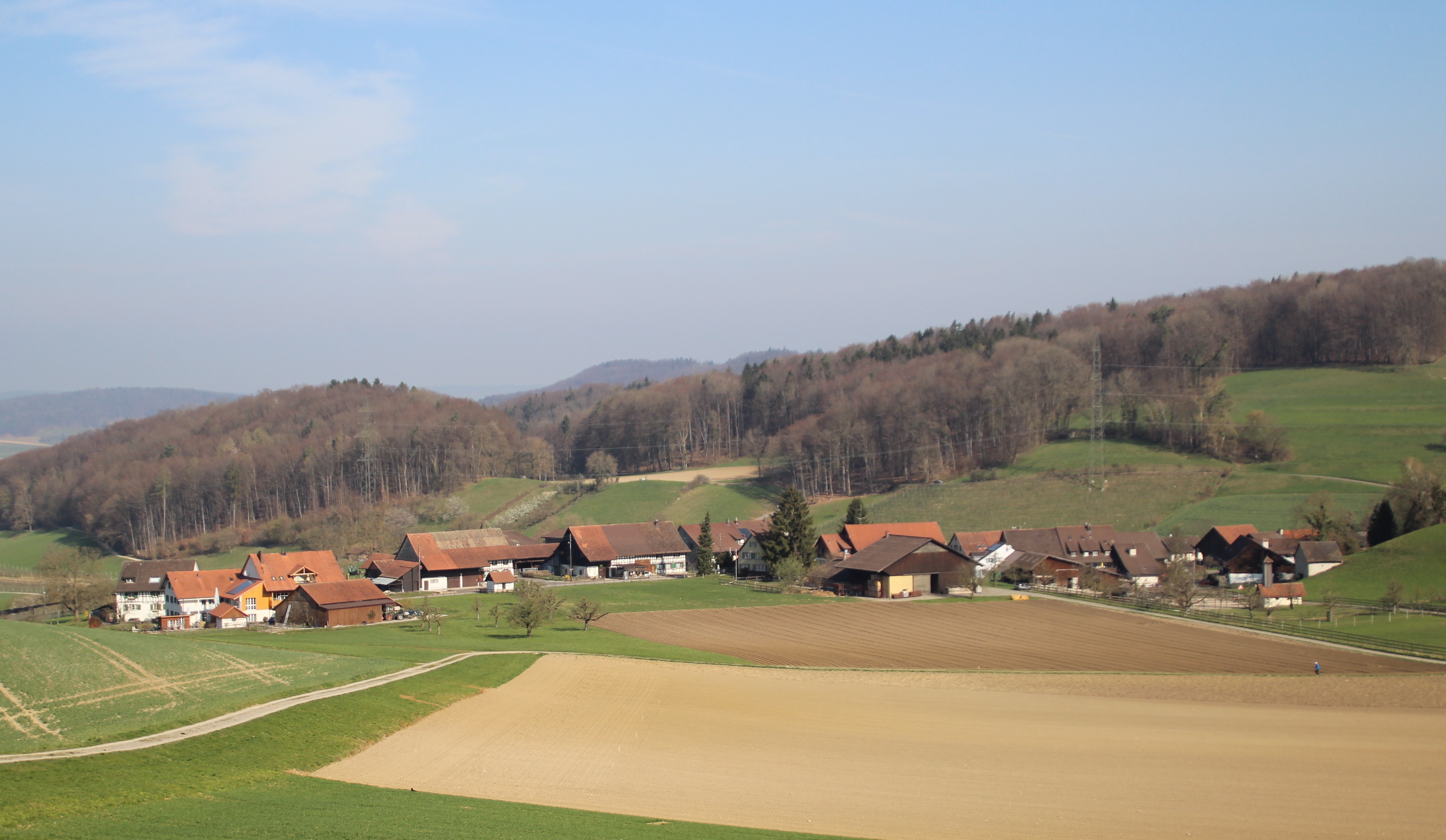
Nussbaumen

Bülach liegt auf 428 m ü. M. am westlichen Fuss des Dättenberges. Zu Bülach gehören neben der eigentlichen Stadtsiedlung mit mittelalterlichem Kern die Ortschaften Eschenmosen, Nussbaumen und Heimgarten. Der heutige Stadtteil Niderflachs war ursprünglich ebenfalls eine eigene Siedlung. Die Luftdistanz nach Zürich beträgt 16 km. Die Gemeindefläche (1609 Hektaren) besteht zu 39,0 % aus Wald, 29,8 % werden landwirtschaftlich genutzt, und 30,8 % dienen der Siedlung und dem Verkehr. 0,3 % sind Gewässer- und unproduktive Fläche (Stand 2018).
|                   | Jan  | Feb | Mär  | Apr  | Mai  | Jun  | Jul  | Aug  | Sep | Okt  | Nov  | Dez  |   |      |
|                   |      |     |      |      |      |      |      |      |     |      |      |      |   |      |
| Niederschlag (mm) | 71   | 64  | 73   | 71   | 99   | 102  | 107  | 92   | 81  | 82   | 75   | 84   | Σ | 1001 |
|                   |      |     |      |      |      |      |      |      |     |      |      |      |   |      |
| Regentage (d)     | 10,3 | 9,3 | 11,2 | 10,9 | 12,0 | 11,6 | 11,5 | 10,5 | 9,3 | 10,3 | 10,3 | 11,8 | Σ | 129  |

|  |

|  |

|  |

|  |

|  |

|  |

|  |

|  |

|  |

|  |

|  |

|  |

|  |

|  |

|  |

|  |

|  |

|  |

|  |

|  |

|  |

|  |

|  |

|  |

## Geschichte

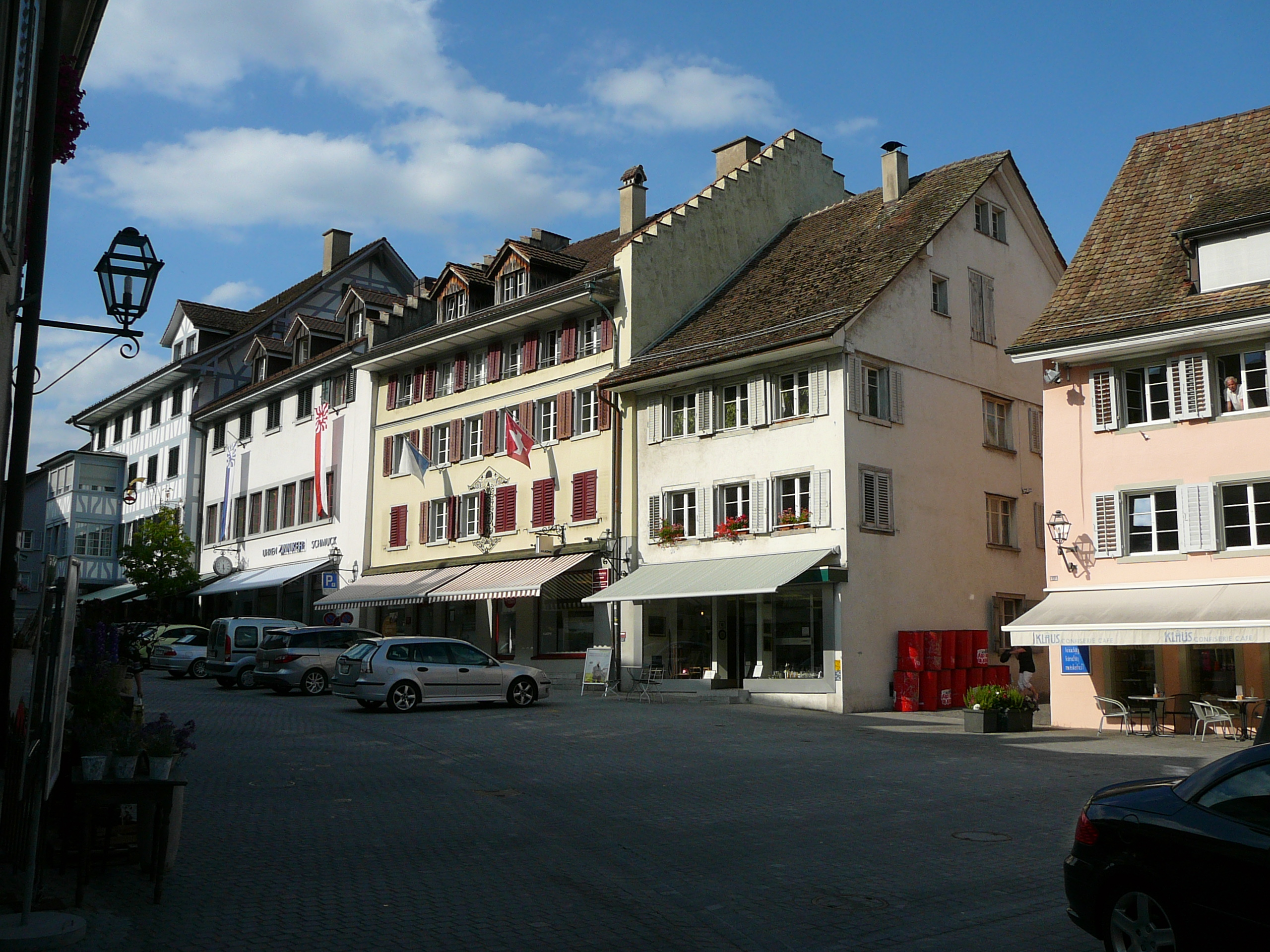
Altstadt, Marktgasse

### Frühgeschichte und Mittelalter
Die Gegend um Bülach war bereits in prähistorischer Zeit eine Siedlungszone. 1980 wurden Brandgruben aus der Spätbronzezeit in der Schwerzgrueb entdeckt. Der «Keltenwall» auf dem Rhinsberg als Befestigung einer kleineren keltischen Siedlung (Oppidillum, kleines Oppidum) wurde 1998/99 durch die Universität Zürich und die Kantonsarchäologie untersucht und mittels C-14-Untersuchungen in das 10./9. Jahrhundert vor Christus (Ha-B3-Periode) datiert. Der Wall bestand aus Steinen, einem Kastenbau mit Füllmaterial, einer hölzernen Wallfront aus Eichenbalken und einem vorgelegten Graben. Grabhügel der späten Hallstattzeit mit Waffen-, Schmuck- und Gerätebeigaben wurden im Höragen- und Hardwald gefunden. Zur Zeit des Römischen Reiches befand sich auf dem heutigen Stadtgebiet ein römischer Gutshof.
Die ältesten Spuren der alemannischen Dorfbildung stammen aus dem 6. und frühen 7. Jahrhundert. In der Nähe des Stadtkerns wurden 1919–1928 Im Füchsli alemannische Gräber mit archäologisch bedeutenden Funden ausgegraben. Gefunden wurden hierbei zwei Fibeln, die eine ist das sog. Fischfibelpaar, die andere die Bülacher Fibel, der bis heute (Stand 2013) einzige Fund mit Runeninschrift in der Schweiz. Die im Jahr 1968 gemachten archäologischen Ausgrabungen in der reformierten Ortskirche brachten das Grab einer adeligen Frau aus dem 7. Jahrhundert zutage, getrennt von allen anderen unter dem Kirchenschiff gefundenen Gräbern, direkt unter dem damaligen Standort des Taufsteins der Kirche. Die Tracht der Frau war die einer Alamannin, mit nebst reichem Schmuck einem Baumwollkleid, mit Seide bestickten Schuhen und einem leinenen Mantel.
Besonders zu erwähnen ist, dass kleine kupferne Plättchen mit dem christlichen Kreuz an ihrem Halsband eingearbeitet waren, was darauf hindeutet, dass die Frau christlichen Glaubens war. In der gleichen Ausgrabung im Jahre 1968 wurden mehrere Pestgräber gefunden. Die Verstorbenen waren in Kalk eingegossen, was zur damaligen Zeit üblich war bei Opfern der Pest.
Erstmals erwähnt wird Bülach 811 in einer Urkunde der Abtei St. Gallen als Pulacha. Der Name geht auf eine nicht belegte Form (prædium) *Pulliācum «Landgut des Pullius» zurück, eine mit dem keltischen Suffix -akos gebildete Ableitung zum lateinischen Personennamen Pullius.
Die sich im Hochmittelalter zu einer geschlossenen Siedlung entwickelnde Ortschaft war bereits im 13. Jahrhundert mit Mauern befestigt. Bülach unterstand bis 1376 (spätestens seit dem 13. Jahrhundert) den Freiherren von Tengen. Im Jahr 1384 bekam Bülach anlässlich der Übernahme der Vogtei durch Herzog Leopold III. von Österreich das Stadtrecht mit eigener Gerichtsbarkeit verliehen. Diese Bevorzugung hatte Bülach vor allem der sehr günstigen Verkehrslage zu verdanken. 1386 brannte Bülach während des Sempacher Krieges nieder.

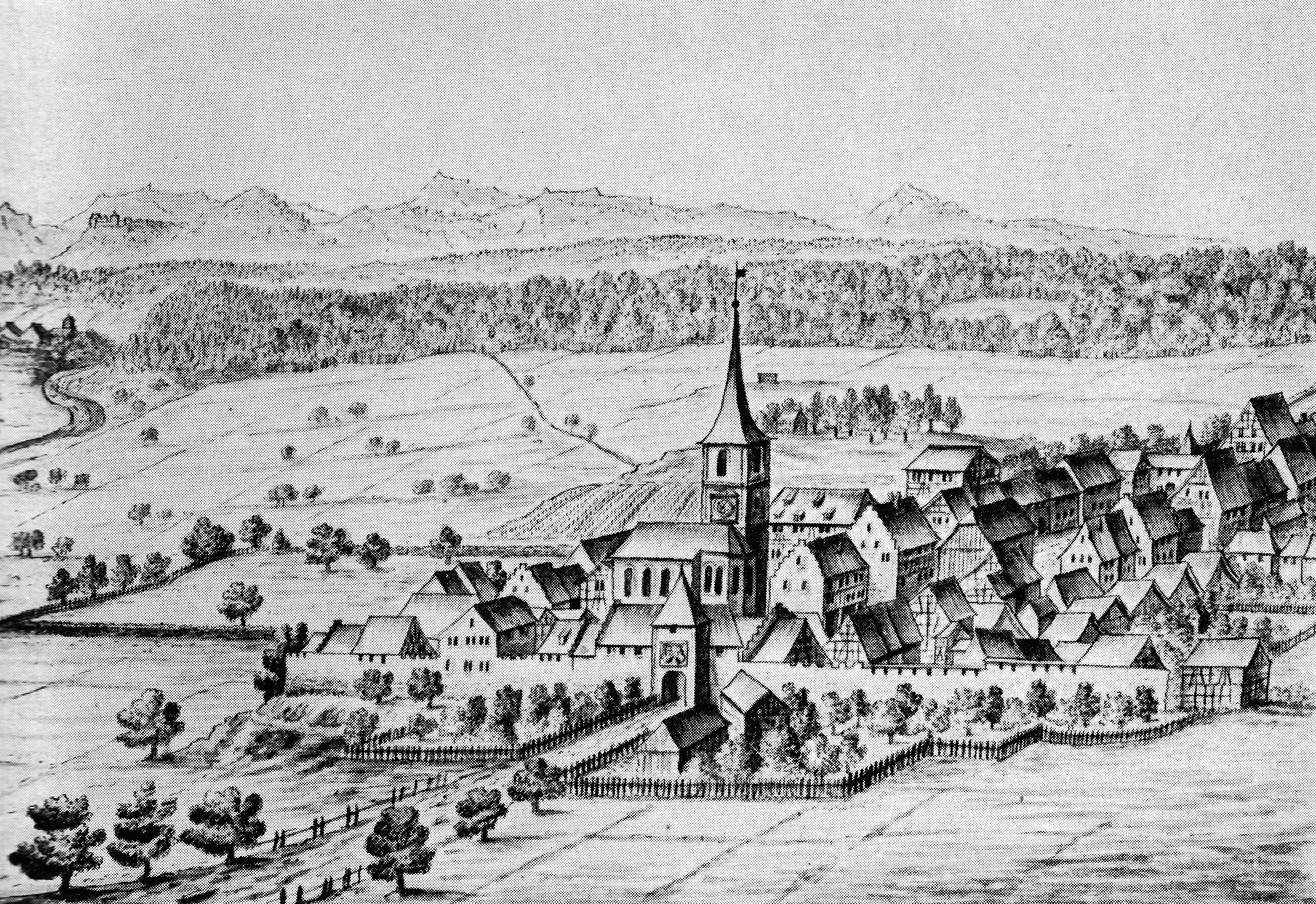
Landstädtchen Bülach im Mittelalter
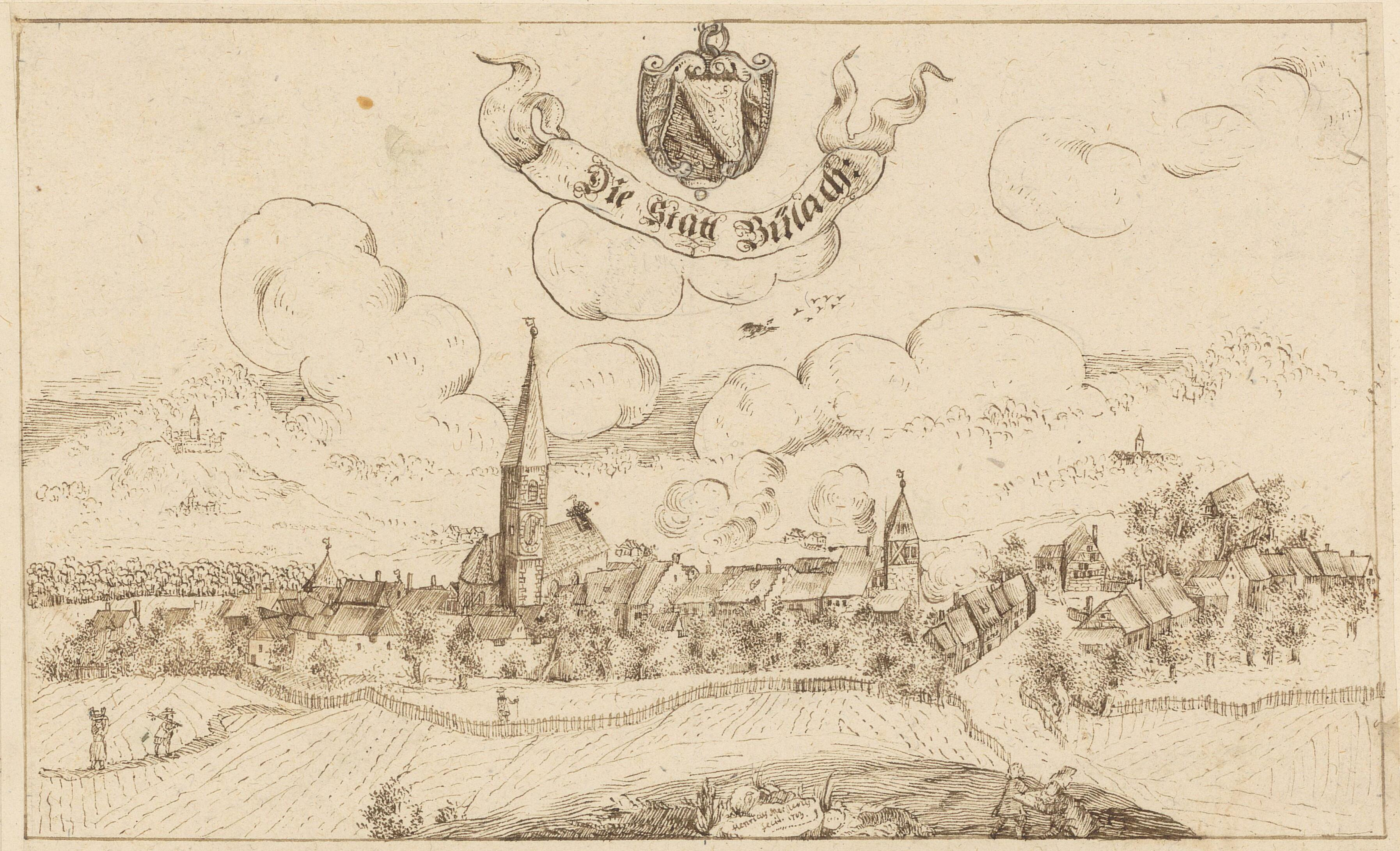
Die Statt Bülach um 1703
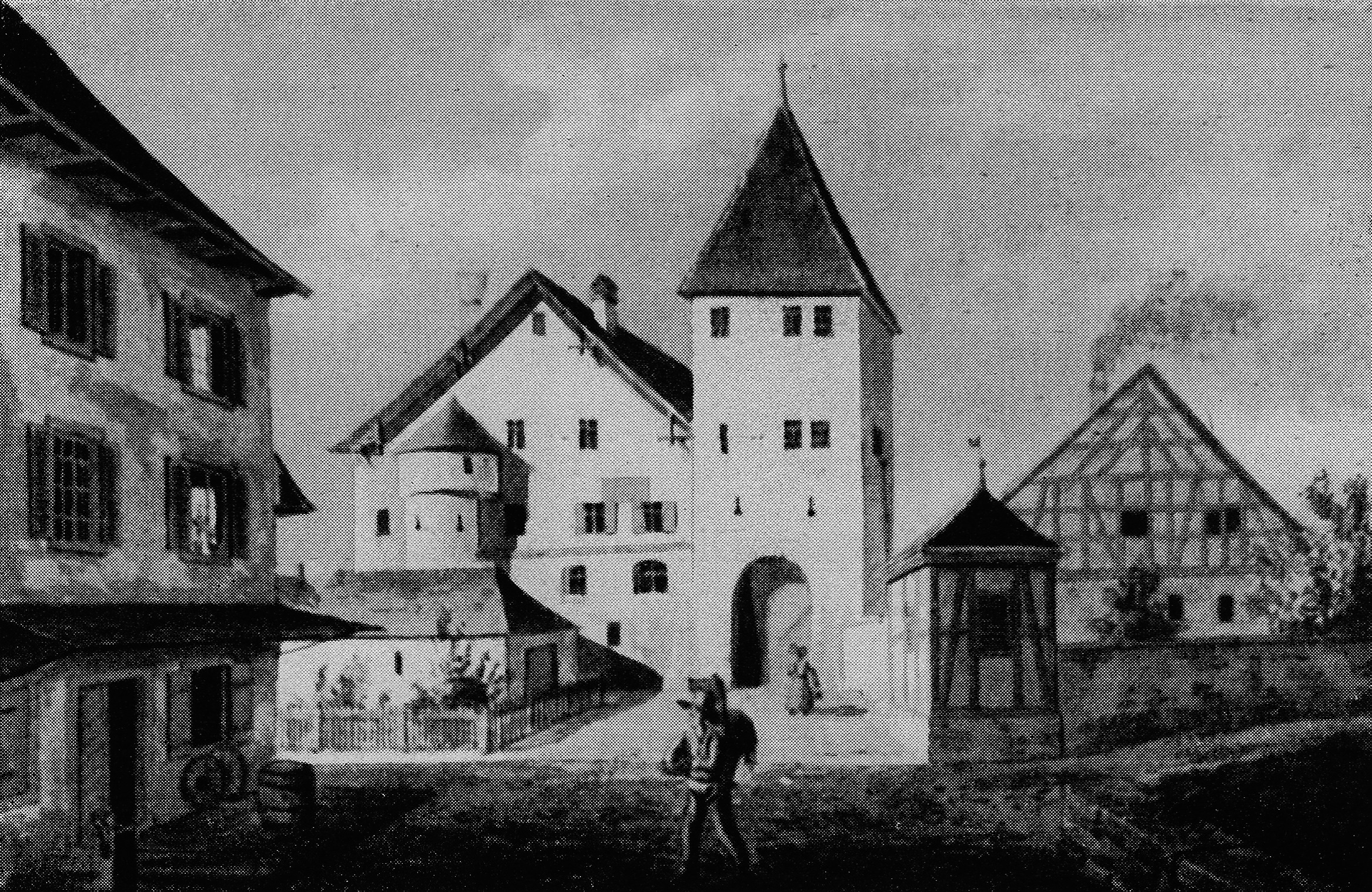
Oberes Tor, 1838 abgebrochen. Zeichnung Ludwig Schulthess von 1838
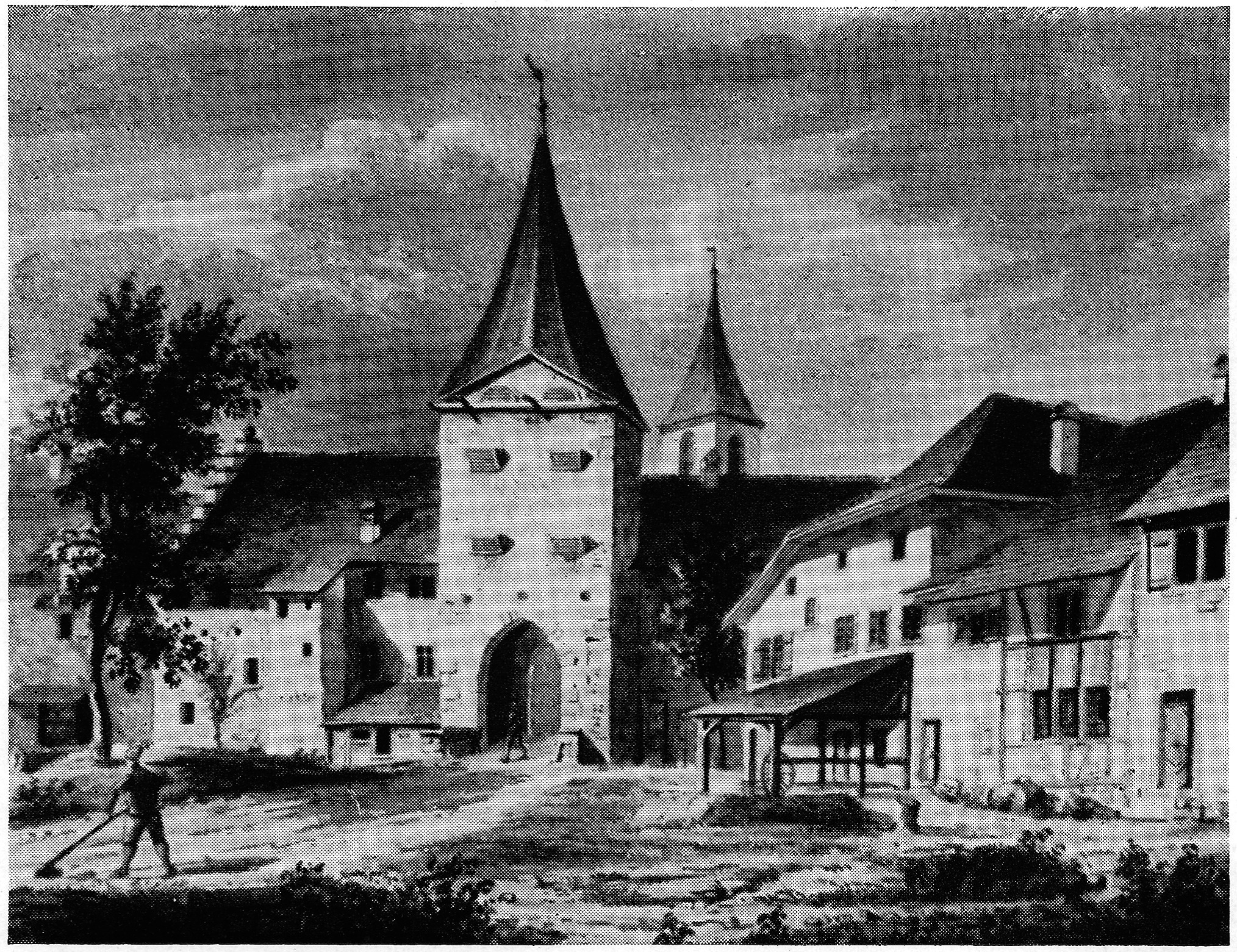
Unteres Tor, 1840 abgebrochen. Zeichnung Ludwig Schulthess von 1839

1409 wurde Bülach zunächst an Zürich verpfändet und fiel schliesslich 1419 endgültig an die Stadt; seit 1412 bildete es zusammen mit Bachenbülach, Niederflachs und Nussbaumen eine zürcherische Obervogtei. Bülach hatte bis zur Helvetischen Revolution eine beschränkte politische Autonomie (Schultheissenamt und Bürgerversammlung). Während des Alten Zürichkriegs wurde Bülach am 7. August 1444 ein zweites Mal niedergebrannt; am 21. Juni 1506 zerstörte ein weiteres Feuer einen grossen Teil der Landstadt. Das Rathaus wurde 1672/73 neu errichtet.
Das heutige Kirchengebäude stammt aus den Jahren 1508–1514. Das Schiff und der Turm wurden im 17. und 19. Jahrhundert mehrmals umgebaut. 1523 hielt die Reformation in Bülach Einzug. Richtig Fuss fassen konnte sie aber erst ab 1528 durch die Berufung Johannes Hallers als Stadtpfarrer. Haller war ein bedeutender Helfer und Mitstreiter Ulrich Zwinglis am Grossmünster in Zürich gewesen. In dieser Zeit wurden die Region und Bülach zu einem wichtigen Stützpunkt des Täufertums, das von der reformierten Zürcher Obrigkeit gewaltsam unterdrückt wurde.
Im Norden Bülachs liegt auf einem Hügelsporn die Burgstelle Mangoldsburg.

### 18. und 19. Jahrhundert

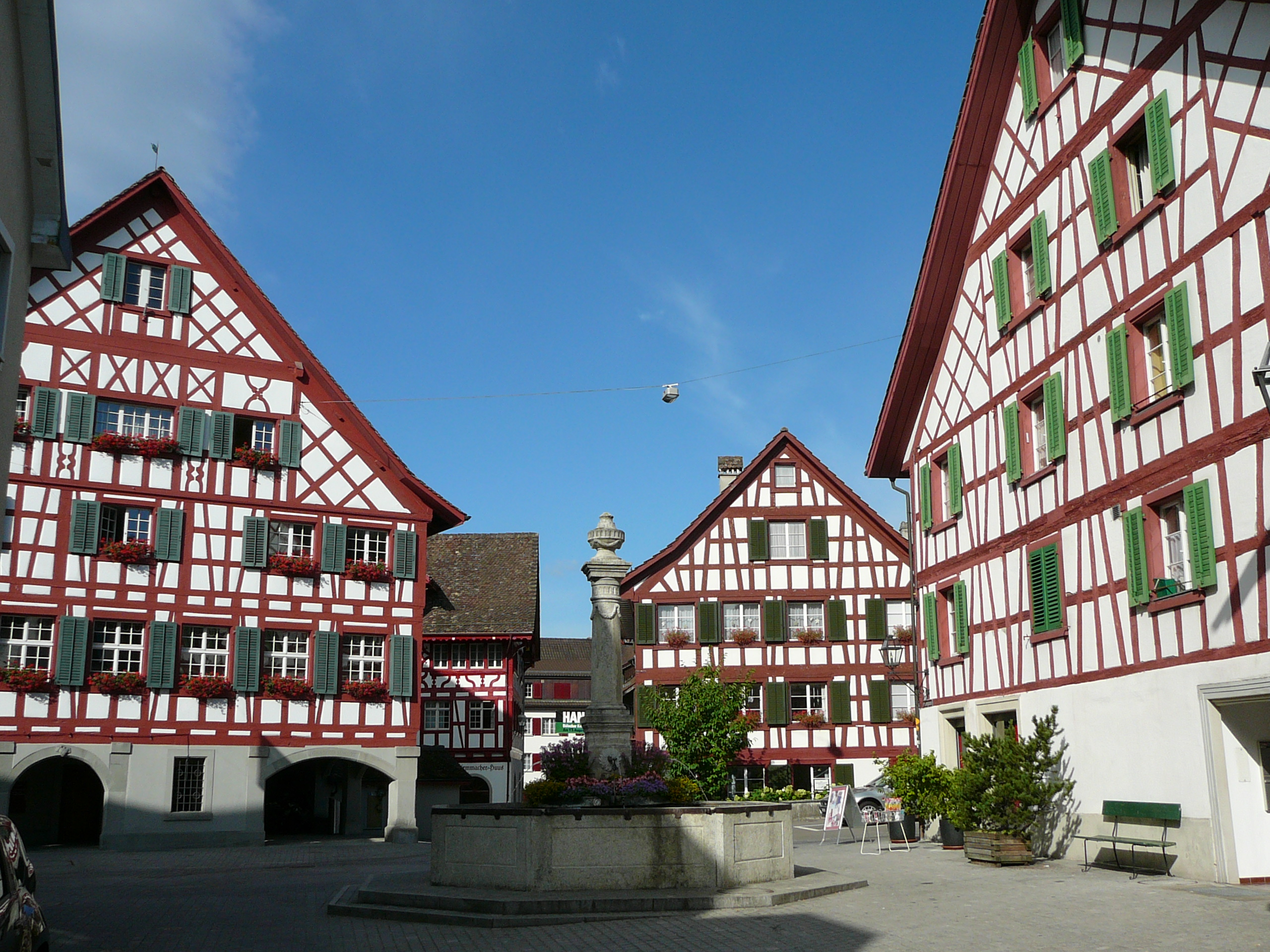
Altstadt, Ecke Markt-/Rathausgasse, links das Rathaus

1802, zur Zeit der Helvetischen Republik, verlor Bülach das Stadtrecht vorübergehend. Im Jahr 1831 wurde infolge der neuen Kantonsverfassung das bis dahin bestehende Oberamt Embrach in den heutigen Bezirk mit Namen und Hauptort Bülach umgewandelt.
Das Zürcher Unterland war traditionelles Ackerbaugebiet. Aufgrund des Stadtrechts war Bülach der Marktort für die Agrarprodukte des näheren Umlandes. Ausgedehnte Gemeindewälder sowie zahlreiche Gewerbe- und Handwerksbetriebe trugen zum Wohlstand bei. Die Kleiderfabrikation war besonders verbreitet (Schuhmacher, Schneider, Hutmacher). Verglichen mit dem übrigen Unterland setzte die Industrialisierung in Bülach früh ein. Die erste mechanische Spinnerei mit 25 Beschäftigten entstand bereits 1819. 1850 zählte man ca. 150 Handwerker und 20 Händler. In der zweiten Hälfte des 19. Jahrhunderts fanden regelmässig Viehmärkte statt. Bachenbülach wurde 1849 selbständige Gemeinde.
Die Bahnlinie Bülach–Oerlikon (der Bülach-Regensberg-Bahn) wurde von der Nordostbahn erstellt und 1865 in Betrieb genommen. Die Strecke Bülach–Schaffhausen wurde 1893 eröffnet. 1892 oder 1893 wurde die Obstbaugenossenschaft Heimgarten gegründet. Sie war Vorbild für die Eden Gemeinnützige Obstbau-Siedlung in Oranienburg bei Berlin.

### 20. und 21. Jahrhundert

Bülach, historisches Luftbild von 23. Mai 1933, aufgenommen von Walter Mittelholzer

Die katholische Kirche (Dreifaltigkeitskirche) wurde 1902 geweiht, und 1943 wurde die Kirchgemeinde gegründet.
1890/91 wurde das Glaswerk gebaut. Die Glasfabrik Vetropack AG war bis 2001 zusammen mit den Glaswerken Saint-Prex und Wauwil das grösste Glasverpackungsunternehmen der Schweiz. Im Jahr 1917 nahm die Giesserei Sulzer AG ihren Betrieb auf. Weitere mittelgrosse Industriebetriebe sind im Motoren-, Stahl- und Maschinenbau sowie in der Computerbranche tätig. 1990 waren gut 1 % der Erwerbstätigen im 1. Sektor, 34 % im 2. Sektor und 65 % im 3. Sektor beschäftigt.
Die erste Wasserversorgung von Privathäusern wurde 1884 in Betrieb genommen. Die erste Kanalisationsverordnung trat 1910 in Kraft, wobei ab 1934 eine Anschlusspflicht bestand. Die Kläranlage ist seit 1957 in Betrieb. Die 1967 gebaute Kehrichtverbrennungsanlage (KEZU) wurde aus umweltpolitischen Gründen 1975 wieder geschlossen. Das Kreisspital Bülach besteht seit 1937.
Der Bau einer Mittelschule wurde erstmals 1956 im Kantonsparlament diskutiert; der Schulbetrieb der Kantonsschule Zürcher Unterland (KZU) konnte schliesslich 1972 aufgenommen werden. Die Berufsschule ging 1860 aus der Sonntags- oder Gewerbeschule hervor und bezog 1982 ein eigenes Schulhaus.
1919 kam Eschenmosen, vorher zur Gemeinde Winkel gehörig, zu Bülach.
Seit 1974 hat die Gemeinde neben dem siebenköpfigen Stadtrat, der als Exekutive fungiert, als legislative Behörde ein Parlament mit 28 Sitzen, den Grossen Gemeinderat.
In den frühen 2000er-Jahren stellen die Giesserei und die Glashütte Bülach ihren Betrieb ein. Die Areale werden umgenutzt und es entsteht ein neuer Stadtteil. 2023 ist das neue Glasi-Quartier fertiggestellt.
Der 1911 für die Artillerie eingerichtete Waffenplatz Kloten-Bülach dient seit 1950 zur Ausbildung von Übermittlungstruppen. In der Kaserne Bülach ist seit 2009 der Sitz des Kommandos der Führungsunterstützungsbrigade 41.

### Wappen

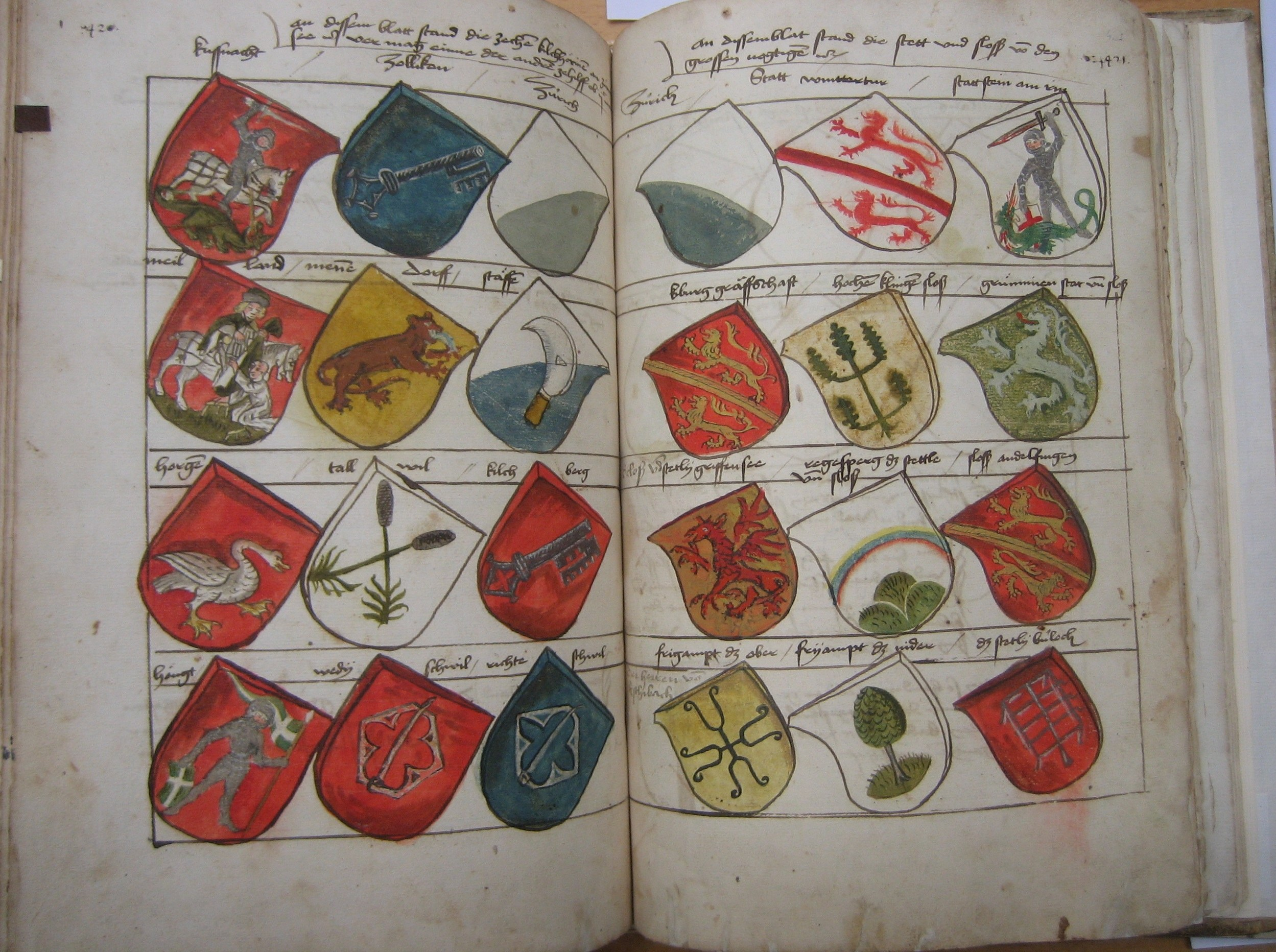
Bülacher Wappen (rechts unten) in der Zürcher Chronik (1485–86) von Gerold Edlibach

Blasonierung:
In Rot der silberne Laurentiusrost
Der Laurentiusrost im Wappen bezieht sich auf den heiligen Laurentius, der auf dem Grillrost den Märtyrertod fand. Der heilige Laurentius war der Schutzpatron der in der ersten Erwähnung aus dem Jahr 811 genannten Laurentiuskirche, eines Vorgängerbaus der heutigen Reformierten Kirche Bülach. Der Legende nach starb er, nachdem er all seine Habe an die Armen verteilt hatte.
Der Rost erscheint seit 1385 im Stadtsiegel und als Wappen erstmals in Edlibachs Chronik (um 1490). Nach der Reformation verschwand das Wappen zugunsten eines schräg rot und weiss zweigeteilten Schildes.
Die Wiedereinführung des alten Wappens war in den 1920er Jahren umstritten, wurde aber schliesslich an der Gemeindeversammlung vom 3. Juli 1931 beschlossen.

## Bevölkerung
In Bülach wohnen 24'389 Personen (Stand Ende September 2023).
| Nationalität   | Sept. 2023 |
| -------------- | ---------- |
| Schweiz        | 71,03 %    |
| Deutschland    | 5,36 %     |
| Italien        | 4,81 %     |
| Kosovo         | 2,72 %     |
| Portugal       | 1,55 %     |
| Türkei         | 1,38 %     |
| Nordmazedonien | 1,26 %     |
| Serbien        | 1,22 %     |
| übrige         | 11,17 %    |

| Jahr      | 1836  | 1850  | 1900  | 1950  | 1963   | 2000   | 2005   | 2010   | 2015   | 2020   | 2022   | 2024   |
| Einwohner | 1'278 | 1'545 | 2'175 | 4'634 | 10'028 | 13'923 | 14'815 | 17'478 | 19'342 | 21'973 | 23'593 | 24'435 |

## Wirtschaft
Die Kleinstadt musste nach der Jahrtausendwende massive Arbeitsplatzverluste hinnehmen. So schloss die Vetropack ihre Glasherstellung mit 180 Arbeitsplätzen per Februar 2002 und die Eisengiesserei von Sulzer schloss ihre Tore, nachdem sie in den 1970er-Jahren noch 700 Personen beschäftigt hatte; 2002 fielen die verbliebenen 142 Stellen weg. Die Niederlassung des Medizinaltechnikkonzerns Schneider konnte durch einen Übergang zu Biotronik den Betrieb fortsetzen und wurde dabei redimensioniert.
Der grösste Arbeitgeber ist das Spital Bülach mit über 700 Mitarbeitern (Stand 2008). Darüber hinaus hat die Mageba, ein Hersteller von Brückenlagern, hier ihren Sitz.

## Politik
Der Stadtrat, die oberste kommunale Verwaltungsbehörde, bildet die Exekutive der Stadt Bülach. Für die Amtsdauer 2022–2026 setzt er sich wie folgt zusammen (Stand November 2023):
- Mark Eberli (EVP), Stadtpräsident, Politik und Präsidiales
- Andrea Spycher (SVP), Umwelt und Infrastruktur
- Daniel Ammann (FDP), Bevölkerung und Sicherheit
- Frauke Böni (parteilos), Soziales und Gesundheit
- Markus Surber (FDP), Finanzen und Informatik
- Rosa Pfister-Kempf (SP), Bildung, Schulpräsidentin
- Andreas Müller (glp), Planung und Bau

- Grüne: 4
- SP: 4
- GLP: 4
- EVP: 3
- CVP: 1
- FDP: 4
- SVP: 7
- EDU: 1

Das Stadtparlament ist als Legislative, an Stelle der Gemeindeversammlung und im Rahmen der Gemeindeordnung, gesetzgebendes Organ der Stadt Bülach. Es besteht aus 28 Sitzen. Aktueller Parlamentspräsident ist Stephan Ziegler (FDP), die Vizepräsidenten sind Andreas Scheuss (Grüne) und Patrizia Grüter (glp).
Im Oktober 2005 waren die Stimmberechtigten von Bülach die ersten in der Schweiz, die per SMS über eine Abstimmungsvorlage entscheiden konnten. Rund 12 % der Abstimmenden nutzten diese Möglichkeit.
Bei der Nationalratswahl 2019 erreichten die Parteien folgende Wähleranteile: SVP 30,79 %, SP 16,21 %, Grüne 12,93 %, glp 12,12 %, FDP 11,38 %, EVP 5,93 %, CVP 3,87 %, EDU 3,28 %, BDP 1,47 % und andere (8) 2,03 %.
Die Wähleranteile bei der Nationalratswahl 2023: SVP 31,81 % (+1,02 %), SP 18,73 % (+2,52 %), glp 10,57 % (−1,54 %), FDP 10,24 % (−1,14 %), Grüne 8,69 % (−4,24 %), Die Mitte 8,06 % (+2,72 %), EVP 5,49 % (−0,44 %), EDU 2,15 % (−1,13 %), Aufrecht Zürich 1,5 %, andere (11) 2,76 %.

## Verkehrsanbindung

### Schienenverkehr

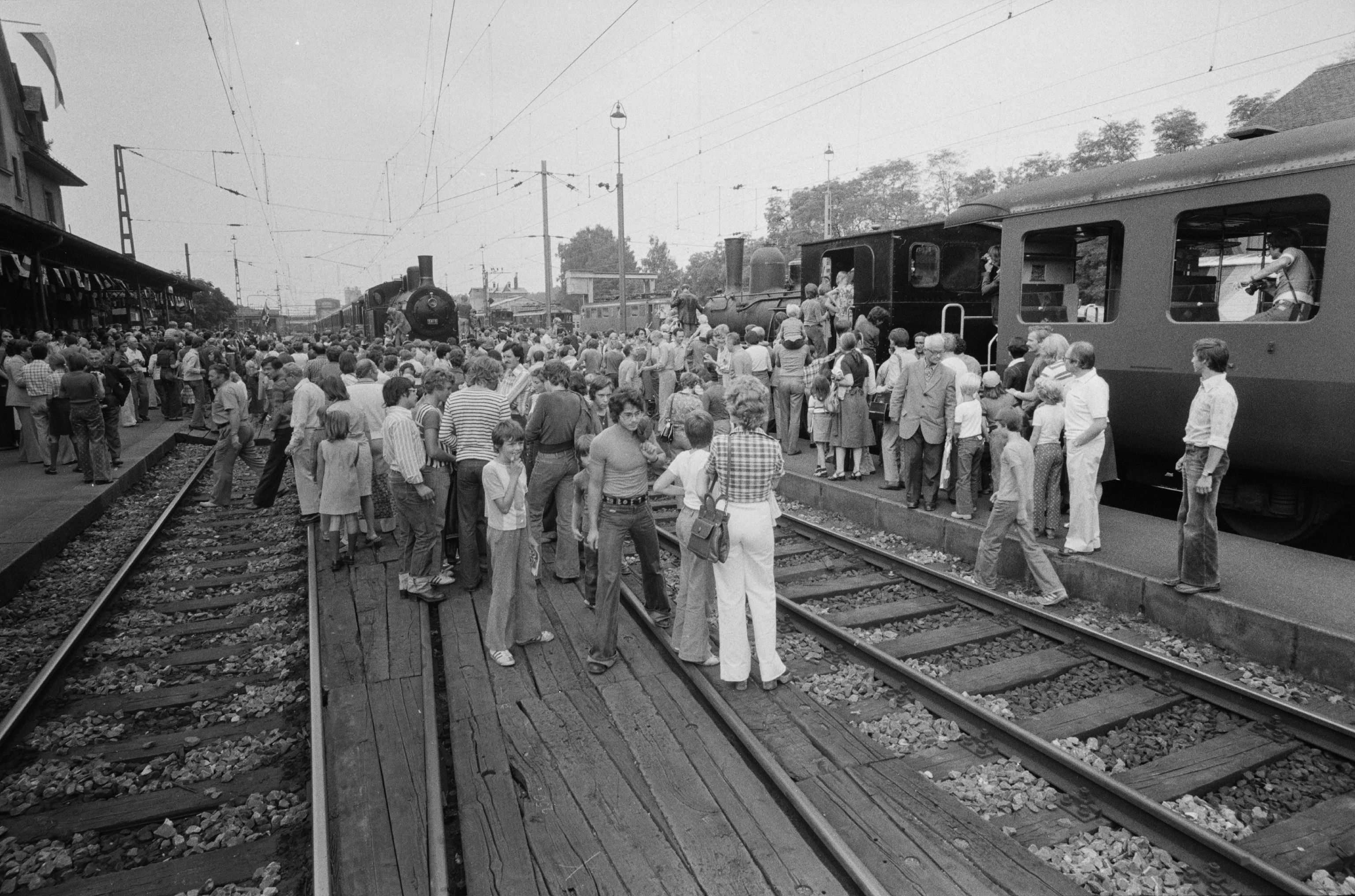
Feier 100 Jahre Bahnlinie Koblenz-Winterthur 1976

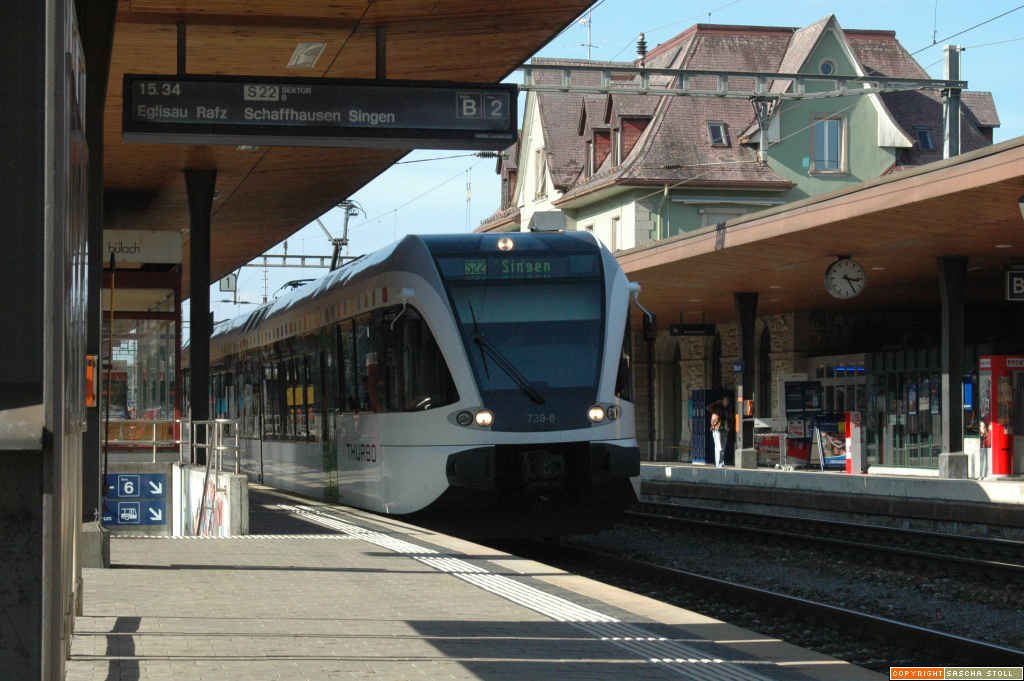
S22 nach Singen im Bahnhof Bülach

Mit dem Bahnhof Bülach ist die Gemeinde wie alle Zürcher Gemeinden im Zürcher Verkehrsverbund (ZVV) integriert. Den ersten Anschluss ans Eisenbahnnetz erhielt die Gemeinde am 1. Mai 1865 mit einem Endbahnhof der Bülach-Regensberg-Bahn (BR) nach Oerlikon. Die Bahngesellschaft wurde 1877 von der Schweizerischen Nordostbahn (NOB) übernommen und 1902 zu den Schweizerischen Bundesbahnen (SBB) verstaatlicht. Am 1. August 1876 wurde Bülach mit Eröffnung der Hochrheinbahn (Winterthur–Koblenz) der NOB zum Eisenbahnknotenpunkt mit einem neu weiter nördlich angelegten Keilbahnhof. Mit Eröffnung der NOB-Strecke (Bülach–) Eglisau–Neuhausen am Rheinfall durch das Rafzerfeld und den Jestetter Zipfel mit Anschluss an die NOB-Rheinfallbahn (Winterthur–Andelfingen–Schaffhausen) in Neuhausen löste ab 1. Juni 1897 die BR-Strecke über Bülach die Rheinfallbahn als Hauptstrecke zwischen Zürich und Schaffhausen sukzessive ab. Die Bahnstrecken sind seit der Verstaatlichung der Privatbahnen im Jahre 1902 Eigentum der SBB. Seit dem Doppelspur-Ausbau 1980 gilt hier ebenfalls der SBB-Taktfahrplan, und seit Mai 1990 verkehrt die S-Bahn Zürich im Auftrag des ZVV.
Bülach wird halbstündlich von der S 9 Schaffhausen – Jestetten – Rafz – Zürich HB – Stettbach – Uster  angefahren, die stündlich (Spitzenzeiten halbstündlich) bis Schaffhausen weiterfährt. Die SBB-Tochtergesellschaft Thurbo betreibt die S 41 Winterthur – Bülach , die auf dem Abschnitt Winterthur–Bülach werktags bis etwa 20:00 Uhr halbstündlich verkehrt. In der Hauptverkehrszeit unter der Woche verkehrt auch die S 3 (Bülach –) Hardbrücke – Zürich HB – Effretikon – Wetzikon  bis Bülach. Bis am 12. Dezember 2015 betrieb Thurbo auch die S22 nach Rafz–Schaffhausen–Singen, die jetzt von der S9 abgelöst wurde, jedoch nicht mehr bis nach Singen verkehrt. Hinzu kommt stündlich der 48 Zürich HB – Bülach – Schaffhausen  und im Nachtnetz am Wochenende die SN9 Bülach – Zürich HB – Stettbach – Uster .

### Nahverkehr
Der Bahnhof Bülach ist ein regionaler und lokaler Busknotenpunkt. Die von PostAuto Schweiz (Region Zürich, Marktgebiet Unterland) betriebenen regionalen ZVV-Buslinien 515 (Bülach–Stadel bei Niederglatt) und 525 (Bülach–Höri–(Dielsdorf)) weisen einen stündlichen Grundtakt auf. Die Linie 530 (Bülach–Kloten–Flughafen Zürich) verkehrt grundsätzlich tagsüber halbstündlich, abends und am Sonntag stündlich mit einer Reihe von Verdichtungen. Werktags zur Hauptverkehrszeit bildet ein direkter Ast der Linie 530 (Bülach–Flughafen Zürich) faktisch eine Nonstop-Verbindung zum Flughafen. Auf Gemeindegebiet werden neun weitere Haltestellen von den regionalen Buslinien bedient.
Die drei täglich verkehrenden Bülacher Ortsbuslinien 501, 503 und 504 fallen ebenfalls in die Zuständigkeit von PostAuto und bedienen neben dem Bahnhof und drei Regionalbus-Haltestellen weitere 21 Haltestellen auf Gemeindegebiet. Die Linie 504 bedient auch zwei Haltestellen in der Nachbargemeinde Bachenbülach und verkehrt mit einer Haltestelle beim Pistenende für Flugzeugbegeisterte bis Oberglatt ZH.

### Individualverkehr
Westlich an Bülach führt die heute Unterlandautobahn genannte Unterländer Expressstrasse A51 (Zürich–Flughafen–Bülach) vorbei und erschliesst die Gemeinde mit drei Anschlussstellen, wobei die Autobahn am Anschluss Bülach Nord endet und in die Hauptstrasse 4 (Schaffhausen–Bülach–Zürich) übergeht. Kantonal von Bedeutung ist zudem die Strassenverbindung Dielsdorf–Höri–Bülach–Embrach und regional die Strasse Niederglatt–Höri–Hochfelden–Bülach.

## Religion

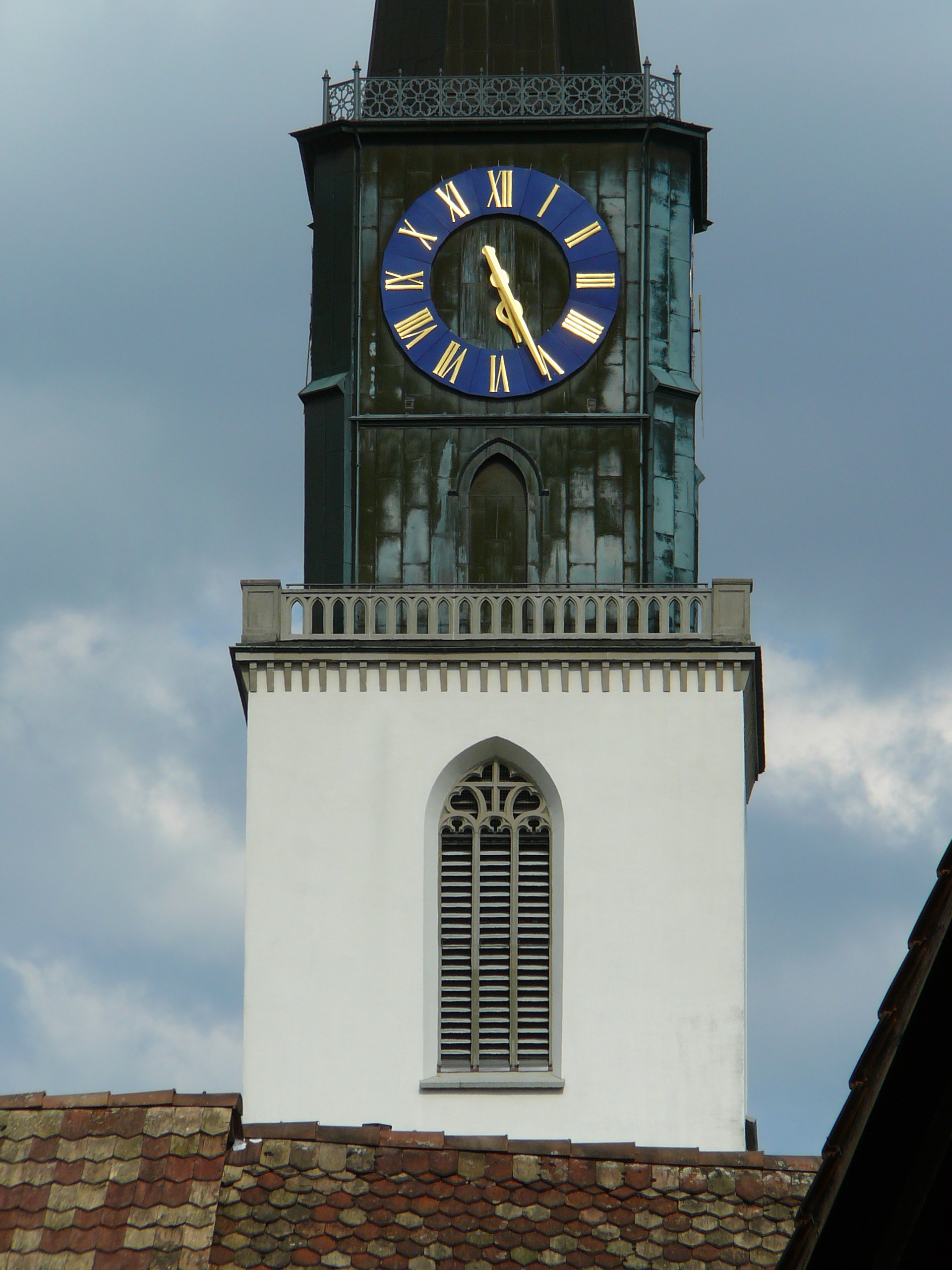
Reformierter Kirchturm

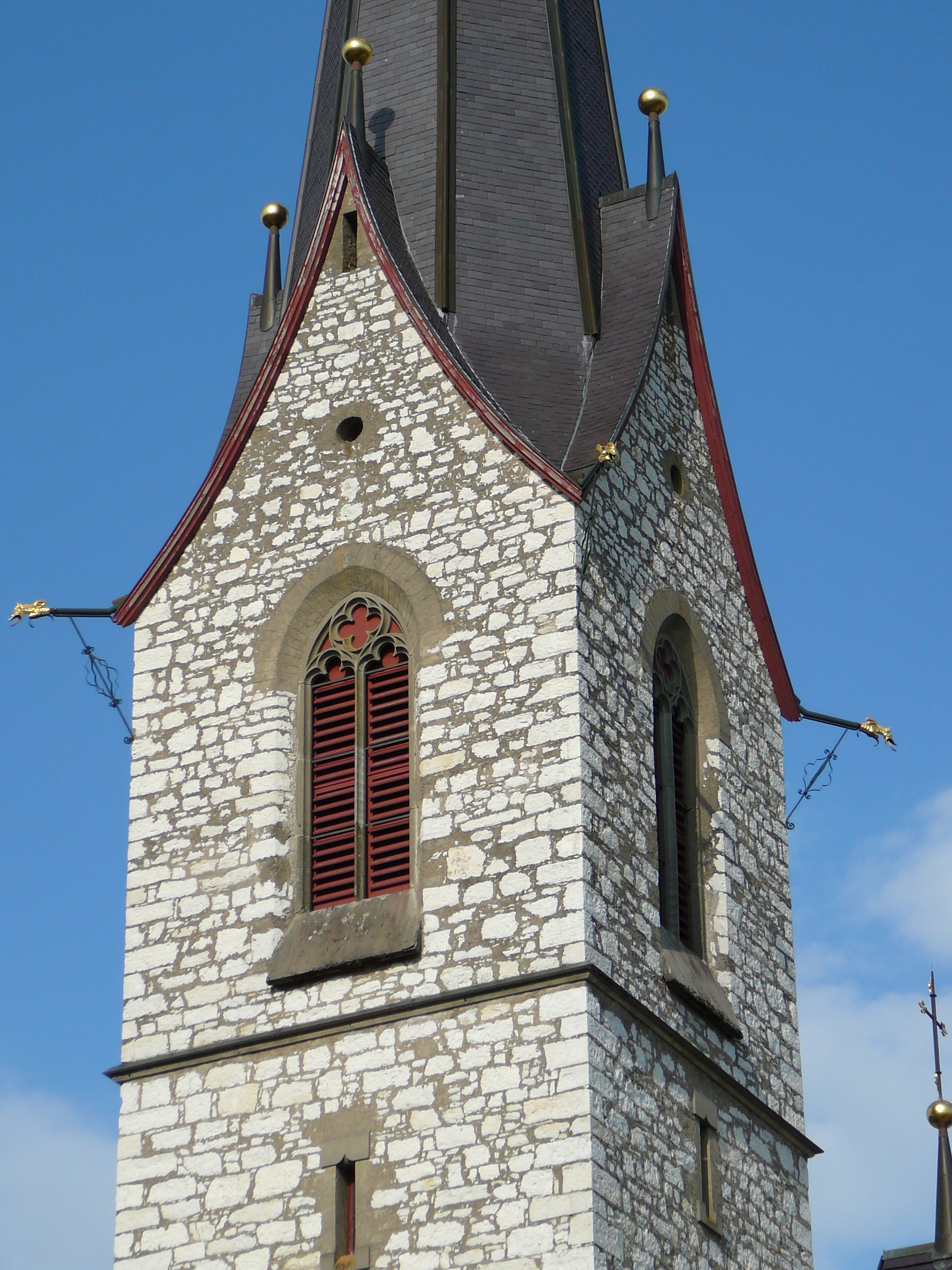
Katholischer Kirchturm

### Konfessionsstatistik
Derzeit (Stand September 2023) sind von den 23'593 Einwohnern 5237 (21,9 %) evangelisch-reformiert, 5309 (22,1 %) römisch-katholisch, 49 christkatholisch (0,02 %), und 13'279 (55,6 %) sind konfessionslos oder gehören einer anderen Konfession an.

### Christentum
In Bülach gibt es folgende Kirchen und kirchliche Gemeinschaften:
Die evangelisch-reformierte Kirche besitzt in der Altstadt
- die reformierte Kirche Bülach, deren Vorgängerbauten ab dem 7. Jahrhundert archäologisch nachgewiesen sind. Bedingt durch Kriege und Brände wurde die Kirche im Mittelalter mehrfach neu aufgebaut. Nach der Reformation im Jahr 1528 wurde die Kirche im Jahr 1678 auf die heutige Grösse ausgebaut und erhielt dabei auch den heute freigelegten Dachstuhl aus Schwarzwald-Tannen. Der Kirchturm, wie er sich heute präsentiert, stammt aus dem 19. Jahrhundert. Die fünf farbigen Fenster im Chor wurden vom Künstler Hans Affeltranger im Jahr 1970 gestaltet. Ebenfalls seit 1970 besitzt die Kirche eine Orgel des Orgelbauers Muhleisen aus Strassburg.[23]

Die römisch-katholische Kirche besitzt in Bülach
- die Dreifaltigkeitskirche. Sie befindet sich an der Spitalstrasse in der Nähe des Bahnhofs Bülach und wurde in den Jahren 1901–1902 nach Plänen des Architekten August Hardegger (1858–1927) erbaut. Sie blieb durch die Zeit hindurch in ihrer neogotischen Gestalt fast unverändert erhalten und stellt heute ein historisches Gesamtkunstwerk der vorletzten Jahrhundertwende in seltener Vollständigkeit dar.[24]

Neben den beiden Landeskirchen sind in Bülach folgende kirchliche Gemeinschaften vertreten:
- Die evangelisch-methodistische Kirche befindet sich an der Nordstrasse an der Ecke zur Hochfelderstrasse in der Nähe des Bahnhofs Bülach.
- Die neuapostolische Kirche liegt an der Nordstrasse direkt beim Bahnhof Bülach. Die im Jahr 2003 neu erbaute Kirche erhielt 2004 eine Orgel, die von der Orgelbaufirma Rieger stammt und 22 Register besitzt.
- Die Heilsarmee ist im Zürcher Unterland am Grampenweg in Bülach präsent.
- Die Freie Evangelische Gemeinde befindet sich im Norden von Bülach an der Schützenmattstrasse.
- Die Baptistengemeinde Bülach ist an der Schaffhauserstrasse präsent.
- Die Gemeinde für Christus befindet sich ebenfalls an der Schaffhauserstrasse.

### Sehenswürdigkeiten
Die Befestigung aus der Zeit um 1290 bestand aus einer rund sechs Meter hohen und einen Meter dicken Mauer mit vorgelagertem Graben und je einem Stadttor Richtung Zürich (Unter- oder Zürchertor) und Eglisau (Obertor). Der fünf Meter breite Graben wurde 1830 zugeschüttet, grosse Teile der Stadtmauer sind noch erhalten, aber kaum erforscht.
Die spätgotische, später teilweise neugotisch umgestaltete evangelisch-reformierte Kirche (Kirchenpatron hl. Laurentius) im Stadtzentrum wurde 1508–1510 erbaut; sie hat einen 75 m hohen Turm. Die katholische Dreifaltigkeitskirche wurde 1902 im neugotischen Stil nach August Hardeggers Plänen erbaut.

## Kultur

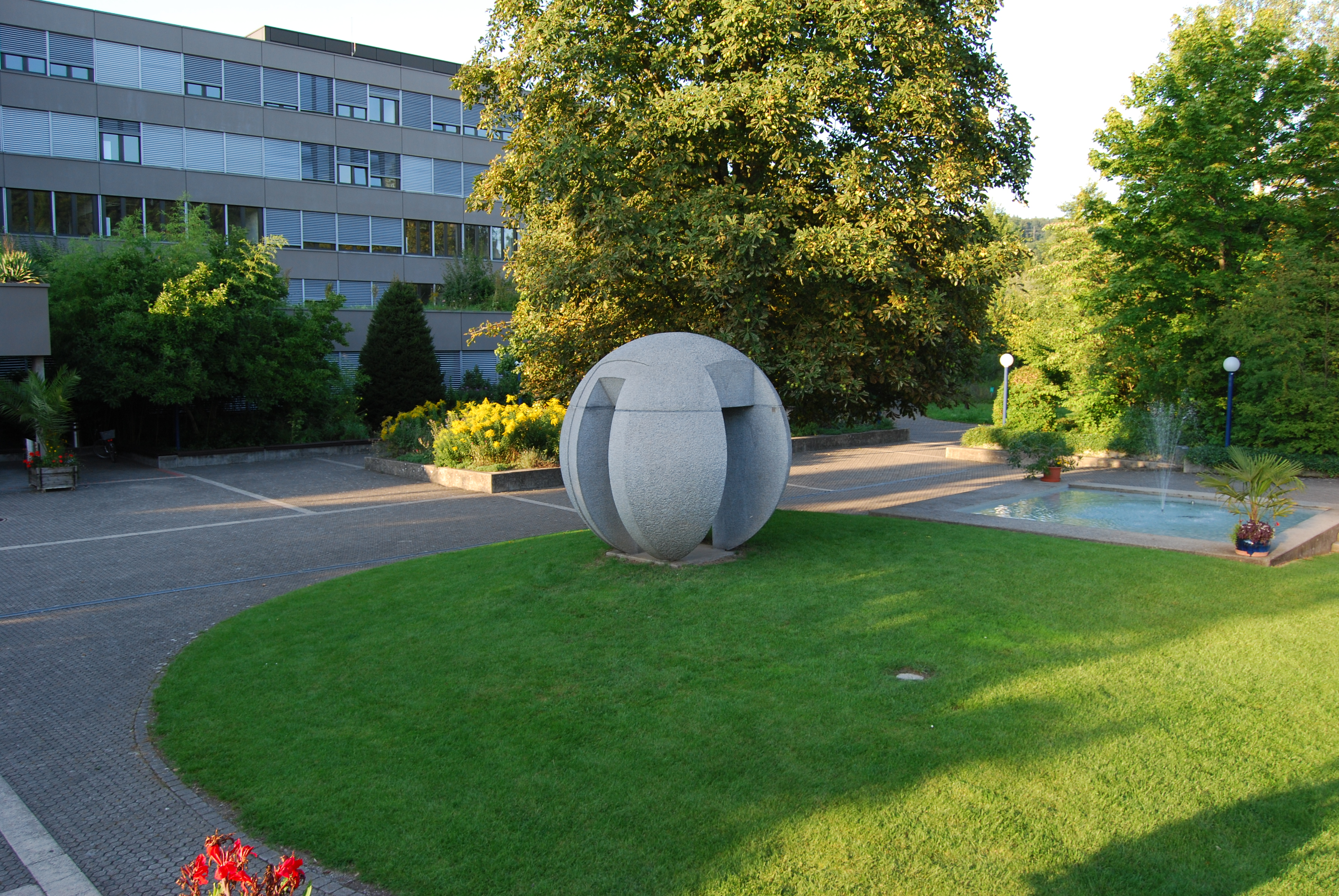
Kantonsschule Zürcher Unterland

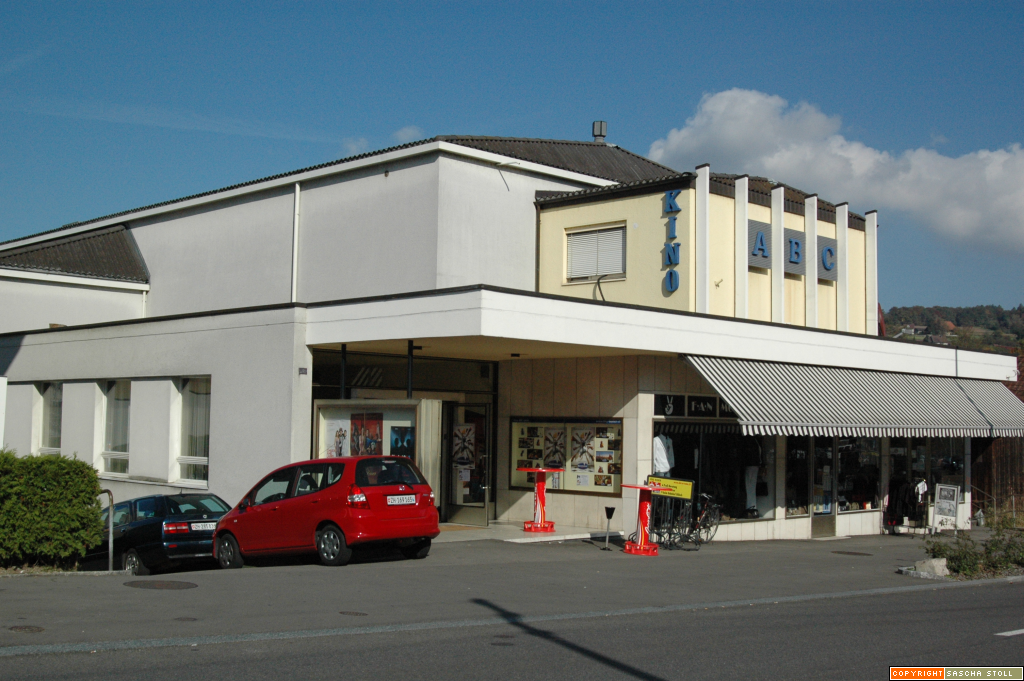
Kino ABC, Bülach

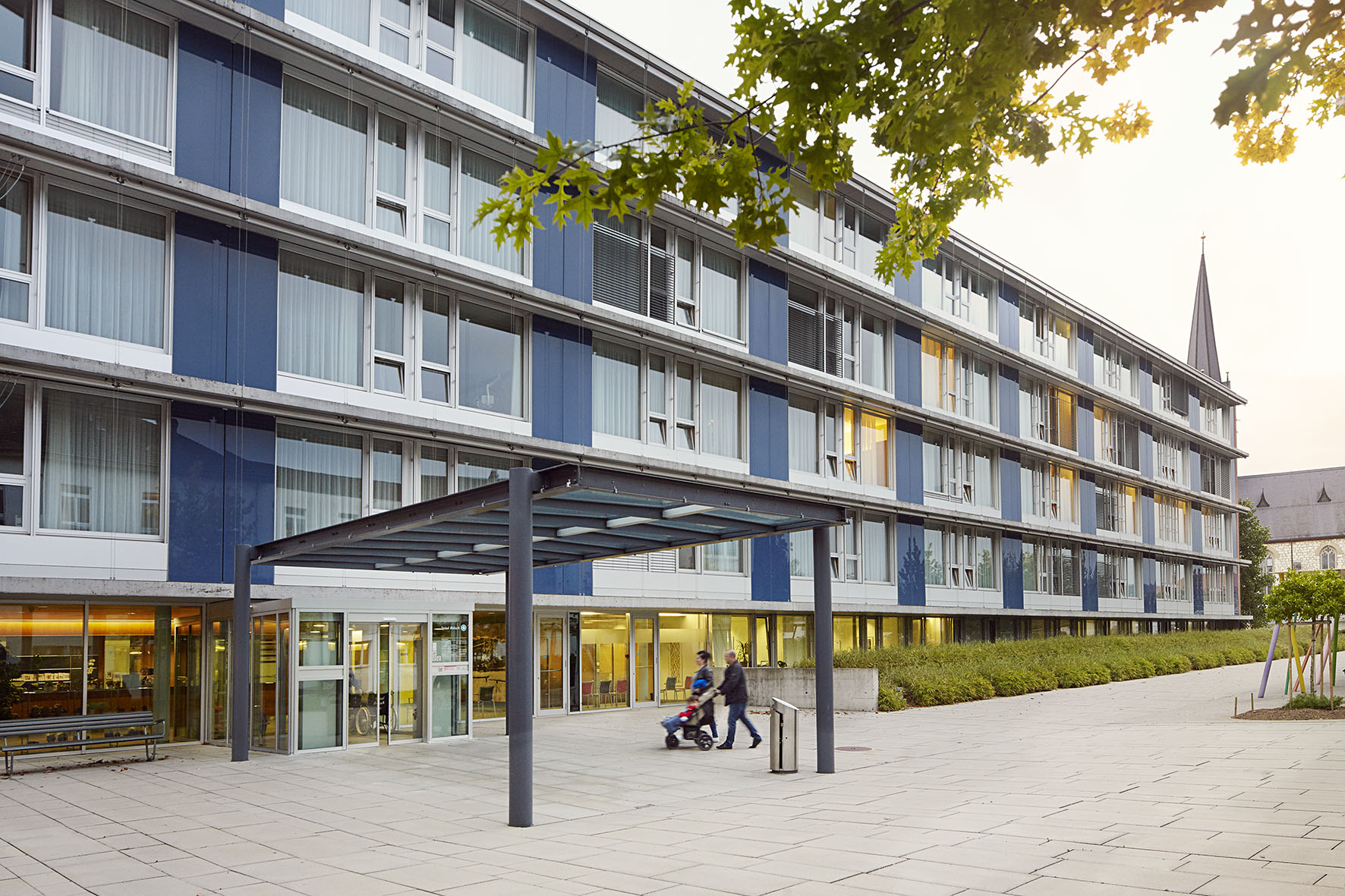
Spital Bülach

Der Kulturpreis der Stadt Bülach wird seit 1986 jährlich durch den Stadtrat verliehen. Die Auszeichnung ist mit 4000 Schweizer Franken dotiert. Seit 2021 werden der Kulturpreis und der Förderpreis alternierend vergeben.

### Schulen
In Bülach befinden sich die Kantonsschule Zürcher Unterland, die Berufsschule Bülach, die Oberstufenschulhäuser Mettmenriet und Hinterbirch, die Primarschulhäuser Hohfuri, Schwerzgrub, Allmend und Lindenhof, zudem die Berufswahlschule Bülach (10. Schuljahr).

### Sport und Vereine
Viele der aktiven Bülacher Vereine sind der Interessengemeinschaft Bülacher Vereine (IGBV) angeschlossen. Der FC Bülach spielt mit der Herrenmannschaft in der 2. Liga Interregional, der Unihockeyverein Bülach Floorball in der 1. Liga. Der Eishockeyverein EHC Bülach spielt in der MySports League.

### Medien
Das Neue Bülacher Tagblatt (NBT) ist eine Tageszeitung und amtliches Publikationsorgan für das Zürcher Unterland. Die Redaktion des NBT ist zugleich die Bülacher Redaktion des Zürcher Unterländers.

## Städtepartnerschaft
- Santeramo in Colle, Italien

## Persönlichkeiten

### In Bülach geboren
- Johannes Ganz (1821–1886), Fotograf, Erfinder, Filmpionier und Unternehmer
- Alfred Kern (1850–1893), Chemiker und Unternehmer
- Heinrich Kern (1853–1923), Landwirt und Politiker (Liberale)
- Jean Kern (1874–1967), Maler und Grafiker
- Adolf Meyer (1880–1965), Maschinenbau-Ingenieur, Chefentwickler der ersten kommerziell nutzbaren Gasturbine
- Paul Angst (1932–2019), Politiker (FDP)
- Karl Elsener (1934–2010), Fussball-Nationalgoalie
- Eduard Albert Meier (* 1937), Bauer und Autor
- Arthur Rüegg (* 1942), Architekt
- Louis Pfenninger (* 1944), Profi-Radsportler
- Hans Rutschmann (* 1947), Politiker (SVP), Nationalrat
- Jürg Gutknecht (* 1949), Informatiker, Oberon-Schöpfer
- Aldo C. Schellenberg (* 1958), Berufsoffizier
- Hans-Peter Portmann (* 1963), Politiker (FDP), Nationalrat
- Ralph Kunz (* 1964), Professor für Praktische Theologie
- Felix Hollenstein (* 1965), Eishockeyspieler
- Claudio Zanetti (* 1967), Politiker (SVP), Nationalrat
- Reto Pavoni (* 1968), Eishockeyspieler
- Ronnie Rüeger (* 1973), Eishockeyspieler
- Andreas Baumann (* 1979), Leichtathlet
- Nina Fehr Düsel (* 1980), Politikerin (SVP), Nationalrätin
- Nicola Spirig (* 1982), Triathletin
- Meta Hiltebrand (* 1983), Fernsehköchin und Kochbuchautorin
- Patrik Bärtschi (* 1984), Eishockeyspieler
- Sarah van Berkel, geborene Meier (* 1984), Eiskunstläuferin, Europameisterin und Sportjournalistin
- Jan van Berkel (* 1986), Triathlet
- Christine Meier (* 1986), Eishockeyspielerin
- Reto Berra (* 1987), Eishockeyspieler
- Steve Kellenberger (* 1987), Eishockeyspieler
- Frank Feltscher (* 1988), Fussballspieler
- Rolf Feltscher (* 1990), Fussballspieler
- Florian Oegerli, Pseudonym Adam Schwarz (* 1990), Schriftsteller
- Niels Hintermann (* 1995), Skirennfahrer
- Nico Georgiadis (* 1996), Schachspieler
- Luca Hämmerle (* 1996), Snowboarder
- Arijan Qollaku (* 1997), albanisch-schweizerischer Fussballspieler
- Kevin Spadanuda (* 1997), schweizerisch-italienischer Fussballspieler
- Mauro Schmid (* 1999), Radrennfahrer
- Florian Hoxha (* 2001), kosovarisch-schweizerischer Fussballspieler

### Weitere mit der Stadt verbundene Persönlichkeiten
- Friedrich Scheuchzer (1828–1895), Mediziner, Redaktor, Politiker und Ehrenbürger von Bülach
- Fritz Bopp (1863–1935), Journalist, Dichter und Politiker (DP/BGB/parteilos)
- Albert Mossdorf (1911–2001), Politiker (FDP), Regierungsrat, Nationalrat
- Hans Ulrich Graf (1922–2010), Nationalrat und Verleger des Neuen Bülacher Tagblatts
- David Galeuchet (* 1971), Gemeinderat und Kantonsrat (Grüne)